# Мазур Фелікс Адамович
Фелікс Мазур (25 лютого 1911, с. Оринин Кам’янець-Подільського повіту Подільської губернії, нині – село Кам’янець-Подільського району Хмельницької області — лютий 1988, м. Кривий Ріг, Українська РСР, СРСР) — директор Глухівського учительського інституту (1952-1954), ректор Криворізького державного педагогічного інституту (1961–1973), викладач Ворошиловградського державного педагогічного інституту ім. Т. Г. Шевченка, Ізмаїльського державного педагогічного інституту.

## Життєпис
Народився 25 лютого 1911 у с. Оринин Кам’янець-Подільського повіту Подільської губернії (нині – село Кам’янець-Подільського району Хмельницької області) у польській родині (у анкеті КРДПІ, заповненій пізніше, зазначено, що у родині службовців). 
1918 прийнятий у громадянство Української Держави, з 1921 — у постійній зоні окупації большевицької Московії.
У 1929–1930 працював реєстратором Орининського райвиконкому Кам’янецької округи, заочно навчався у Кам’янець-Подільському педтехнікумі. 
Упродовж вересня 1930 – вересня 1933 – директор і вчитель початкової школи у с. Жабинці Орининського району. 
Із жовтня 1933 до 25 серпня 1935 перебував на військовій службі в окремому артдивізіоні 25 Чапаєвської стрілецької дивізії у Кременчуці. 
Упродовж 1935–1939 навчався на географічному факультеті Київського ДПІ ім. О.М. Горького (нині — Український державний університет імені Михайла Драгоманова за спеціальністю «географія», кваліфікація «викладач географії середньої школи». 
З 4 липня 1939 до 20 липня 1940 працював директором Фастівської школи № 20. 
Із 20 липня 1940 до липня 1941 – директор Ржищівської школи № 1. 
Упродовж 1942–1945 перебував у діючий армії. 
Дослужився до начальника політвідділу 1 армії І Білоруського фронту. 
Нагороджений орденами та медалями. Демобілізувався у званні полковника. 
Із 4 грудня 1946 по 10 серпня 1952 – директор Ржищівського педучилища, займався відбудовою закладу, нагороджений знаком «Відмінник народної освіти», грамотою Міносвіти. 
8 серпня 1952 року наказом міністра освіти УРСР Григорія Пінчука № 637/К від 2 серпня 1952 року переведений на посаду директора Глухівського учительського інституту. Після реорганізації Глухівського учительського інституту в педінститут із січня 1955 р. обіймав посаду старшого викладача кафедри географії цього вишу. У 1952–1955 – депутат Глухівської райради. 
Із березня 1955 по жовтень 1956 навчався в заочній аспірантурі Інституту економіки АН УРСР. 
У подальшому працював викладачем у Ворошиловградському державному педагогічному інституті ім. Т. Г. Шевченка, Ізмаїльському державному педагогічному інституті. 
У березні 1959 в Київському фінансово-економічному інституті захистив дисертацію «Развитие и размещение сельского хозяйства Сумской области УССР» на здобуття наукового ступеня кандидата економічних наук. 
Упродовж 1961–1973 обіймав посаду ректора Криворізького державного педагогічного інституту. У подальшому працював на посаді доцента кафедри політекономії.
На пенсію вийшов у листопаді 1986 року. Помер у лютому 1988 року на 78-му році життя в Кривому Розі.